# Рудоскат

Рудоскат (рос. рудоскат, англ. ore chute; нім. Erzrolle f, Erzrollloch n) – відкрита крутонахилена гірнича виробка, пройдена по укосу уступу або узгір’я і призначена для переміщення руди під дією власної ваги. 
Аналогічна виробка для транспортування гірської породи називається породоскат. Використовуються в нагірних кар’єрах, виконуються відкритими або закритими. Р. армують сталевими листами або плитами. Для уникнення розлітання шматків гірничої маси Р. зверху перекривають металевою сіткою. Закриті Р. обладнують трубами великого діаметра, що періодично перевертаються (повертаються на певний кут) для рівномірного зносу їх стінок. Для гасіння швидкості переміщення гірничої маси по Р. його трасу роблять ламаною. При невеликих довжинах транспортування Р. в ниж. частині обладнуються бункером із завантажувальним пристроєм. При використанні Р. на узгір’ях з невеликими кутами укосу застосовують т. зв. каскадне переміщення гірничої маси. При цьому транспортна траса має похилі і горизонтальні ділянки. 
Приклад успішного застосування Р. для транспортування корисних копалин – англійський гранітний кар’єр “Тревор”, де переміщення надрешітного продукту розсіву гірничої маси здійснюють під дією сили ваги у жолобах зі спеціального надміцного бетону. 
Син. – породоскат. 